# 日光修験
日光修験（にっこうしゅげん）とは、栃木県の日光山で行われてきた修験道をいう。勝道上人が開山、役小角（役行者）を開祖と仰ぐ。

## 概要
奈良時代に勝道上人が大剣峰で3年にわたる修行の後に、二荒（ふたら）山、現在の日光山を開基した。第24世座主の弁覚法印によって日光山では熊野修験の修法を取り入れ始め、室町時代に独自の修験道を発展させた。江戸時代には日光山第53世貫主の天海によって山王神道の下で東照大権現が日光に祀られた。
新宮権現、滝尾権現、本宮権現を日光三所大権現として祀る。併せて日光十八王子も祀るとともに、明星天子や深沙大王も信仰する。

## 現在の日光修験道
明治維新の神仏分離・廃仏毀釈によって日光修験は禁じられて一旦は途絶したものの、現在は輪王寺、中禅寺、日光二荒山神社の協力で復興され、春・夏・秋の3回の峰入りを実施している。